# Minoru Murata
Minoru Murata, 村田 實, (Tokio, 2 de marzo de 1894 - Tokio, 26 de junio de 1937) fue un director de cine, guionista y actor, considerado uno de los directores más importantes del cine mudo japonés.
Intentó modernizar el cine japonés de su época. Influenciado por Intolerancia, película del director estadounidense David Wark Griffith, realizó en 1921 la que es considerada como la primera obra maestra del cine japonés, Almas en el camino (Rojō no reikon 路上の霊魂), una película japonesa entonces atípica debido a que no seguía la tradición japonesa de imágenes sin profundidad y de narración influenciada por un benshi (narrador).

## Filmografía selecta
- Almas en el camino (Rojō no reikon 路上の霊魂) (1921)
- Esposa de Seisaku (Seisaku no tsuma 清作の妻) (1924)
- El malabarista de la calle (Machi no tejinashi 街の手品師) (1925)
- Nichirin (日輪) (1926)
- Muteki (霧笛) (1934)